# 野田准看護高等専修学校
野田准看護高等専修学校（のだじゅんかんごこうとうせんしゅがっこう）は、千葉県野田市に所在した専修学校。

## 概要
1952年開校。
准看護科が設置される。
開校より62年間にわたり2,104人の准看護師を輩出する。
2014年3月16日には閉校式典が行われる。300人を越える卒業生が出席。
2014年3月31日を持って閉校。